# Aleiodes arnoldii
Aleiodes arnoldii (лат.) — вид паразитических наездников из семейства Braconidae (Ichneumonoidea) отряда перепончатокрылые насекомые.
Азербайджан, Турция. Длина чёрного и буровато-жёлтого тела менее 1 см, переднего крыла — 4,4 мм. Усики состоят из примерно 30—40 флагелломеров.
Вид был впервые описан в 1976 году российским гименоптерологом Владимиром Ивановичем Тобиасом (1929—2011) по типовому материалу, собранному в 1936 году в Азербайджане, а его валидный статус подтверждён в ходе ревизии, проведённой в 2020 году Корнелисом ван Ахтенбергом (Cornelis van Achterberg; Чжэцзянский университет, Ханчжоу, Китай), британцем Марком Шоу (Mark R. Shaw; National Museums of Scotland, Эдинбург, Великобритания) и Дональдом Куики (Donald L. J. Quicke; Chulalongkorn University, Бангкок, Таиланд). Включён в состав видовой группы Aleiodes apicalis group из подсемейства Rogadinae. Предположительно, как и другие близкие виды, паразитируют на гусеницах бабочек из семейства Noctuidae (Lepidoptera) и окукливаются внутри их шкурки, которая, твердея, образует так называемую мумию.